# Heinz Hofmann (Fußballspieler)
Heinz Hofmann (* 23. Mai 1921) war ein deutscher Fußballspieler.

## Werdegang
Der Torhüter Heinz Hofmann begann seine Karriere bei Arminia Bielefeld und wechselte später zum VfB Oldenburg. Mit den Oldenburgen stieg Hofmann 1951 aus der seinerzeit erstklassigen Oberliga Nord ab, schaffte drei Jahre später den Wiederaufstieg, ehe 1956 der erneute Abstieg folgte. Insgesamt absolvierte Hofmann 50 Oberligapartien. Am 29. August 1954 kassierte Hofmann das erste Oberligator des späteren Nationalspielers Uwe Seeler.